# Carabopteron punctatolineatum
Carabopteron punctatolineatum is een keversoort uit de familie Coptoclavidae. De wetenschappelijke naam van de soort is voor het eerst geldig gepubliceerd in 1926 door Martynov.